# Erroll Garner
Erroll Louis Garner, född 15 juni 1921  död 2 januari 1977, var en amerikansk jazzpianist och kompositör, som uppnådde stor popularitet under 1950- och 1960-talen och var aktiv fram till mitten av 1970-talet.

## Biografi
Garner föddes i Pittsburgh och började spela piano redan vid tre års ålder. Hans far spelade trumpet och hans äldre bror Linton Garner (1915–2003) var också en framstående jazzpianist, men uppgav själv att han tidigt fick se sig passerad av Erroll . Garner hade även tre systrar samt en tvillingbror 
.
Som ung spelade Garner i Pittsburgh och dess omgivningar, han var bland annat redan i 10-årsåldern medlem i en barngrupp som återkommande spelade i en lokal radiostation. 1944 flyttade han dock till New York och spelade bland annat med Slam Stewart och Charlie Parker. 1950 gjorde han debut i konsertsammanhang i Detroit och blev snabbt en mycket populär underhållare även utanför jazzvärlden.
1955 fick han en stor framgång med inspelningen Concert By the Sea, ett liveframträdande i Carmel, Kalifornien, som trots dålig ljudkvalitet och något ostämt piano räknas som hans kanske främsta inspelning någonsin. I slutet av 1950-talet stod Erroll Garners karriär på sin topp och hans popularitet nådde långt utanför USA:s gränser.
Bakom Garners framgångar stod hans manager Martha Glaser, som från 50-talets början arrangerade hans turnéer, ordnade TV-framträdanden och producerade hans skivor.
Ända fram ett par år före sin död var Garner mycket aktiv med skivinspelningar, konsert- och TV-framträdanden, men i början av 1975 drabbades han av lungcancer och då hans hälsa försämrades drog han sig tillbaka till sitt hem i Kalifornien för behandling. Men sjukdomen var för långt framskriden och den 2 januari 1977 avled Erroll Garner efter att ha drabbats av en hjärtattack i en hiss på ett hotell i Los Angeles. Han är begravd på Homewood Cemetary i Pittsburgh.
Efter Garners död ärvdes rättigheterna till hans outgivna musik av Martha Glaser. Glaser har haft svårt komma överens med skivbolag om utgivning av detta mycket omfattande material, varför en stor del av det fortfarande inte utgivits.

## Garner som musiker
Erroll Garner var helt självlärd och kunde inte läsa noter. Trots detta var hans skicklighet av det virtuosa slaget och hans sätt att spela har aldrig fullt ut kunnat kopieras av någon annan pianist. Ironiskt nog anses Garner av många vara den mest imiterade jazzpianisten någonsin. Till Garners popularitet bidrog även en genuin spelglädje som omedelbart smittade av sig på publiken.
Hans sätt att spela var inspirerat av dåtidens storbandsmusik, men även av pianister som Fats Waller och Art Tatum. Ett tydligt kännetecken för Garner är hans improviserade introduktioner där han spelar ensam innan han faller in i stycket som ska framföras. Detta ställde hans medmusikanter på svåra prov, eftersom de inte hade en aning om hur och när introduktionen skulle övergå i själva stycket.
Garner ackompanjerade ofta högerhandens melodier och improvisationer med ett gitarrliknande ackompanjemang (bestående av ackord, spelade på fjärdedelsslagen) med vänsterhanden.  Högerhandens melodier spelade han ofta med blockackord, med en oktavs avstånd mellan lägsta och högsta tonen. Resultatet blev ett mycket svängigt och medryckande ”sound”.
Ett annat kännetecken var hans rubato, där vänsterhanden spelar fast i takten och högerhanden ”släpar” något efter. Många andra välkända pianister, exempelvis Oscar Peterson har förundrats över och beundrat Garners förmåga att utföra detta . Garner verkar ha haft en medfödd förmåga att styra sina händer med varsin hjärnhalva, han sades bland annat kunna skriva sitt namn med ena handen och sin adress med den andra – samtidigt.
Garner ackompanjerade, som flera andra jazzpianister, sitt pianospel med diverse vokala ”läten”.
Garner uppträdde ofta i trioformat (under flera år tillsammans med Eddie Calhoun, bas och Kelly Martin, trummor). Men i slutet av 1950-talet uppträdde han även som solist med en symfoniorkester.
I slutet av karriären (senare delen av 1960-talet och början av 1970-talet) influerades Garner av latinamerikansk musik och utökade sin trio med congatrummor. Han kunde också emellanåt göra egna tolkningar av dåtidens populärmusik som Beatles och låtar som "For Once in My Life".

## Garner som kompositör
Erroll Garners mest kända komposition är Misty skriven 1954, vilken med tiden har blivit en evergreen. Under sin verksamma tid komponerade han hundratals stycken, några av dem blev till under improvisation vid framförande eller inspelning. I mitten av 1970-talet gavs flera av Garners kompositioner ut på noter som nedskrivits av Sy Oliver.

## Kuriosa
Garner var kort till växten (157 cm) och spelade sittande på en telefonkatalog.
Garner komponerade Misty ”i huvudet” under en flygresa till Chicago där han skulle göra en inspelning den 27 juli 1954. Han spelade sedan in den i studion på första tagningen.

## Citat
| ”                 | Everytime he played piano, you could hear the smile in his touch, you could hear the smile in his rythmic approach. | „ |
| – George Shearing | |   |

| ”           | Look out for the little man, Erroll… Take good care of him… He's the last of our kind… When he goes, our kind of music is dead | „ |
| – Art Tatum | |   |

| ”                                                                             | Mr. Garner, Mr. Garner, what you're doing just can't be done!” | „ |
| – Kvinna i publiken springer fram till Erroll efter en konsert på 1960-talet. |                                                                |   |

## Diskografi
Erroll Garner medverkade under sin långa karriär på cirka 200 skivor. Ett urval finns presenterat på Erroll Garner archives.